# En genial gaveidé
En Genial Gaveidé er Humleriddernes andet album, fra 1997.
Nummeret "Verdens Korteste Rap" er en reference til albummet Verdens længste rap, som Østkyst Hustlers udgav i 1995.
Numrene "Operation Blå Storm" omhandler et angreb på smølferne.

## Trackliste
1. "Vi Er For Fede"
2. "Verdens Korteste Rap" -  0:30
3. "Brobygningshysteri"
4. "Sidste Gang"
5. "Min Mælk"
6. "Hverdagssceneskræk"
7. "Mayday"
8. "H.U.M.L.E."
9. "Kontrasternes Dag"
10. "Operation Blå Storm, Del 1"
11. "Birgitte"
12. "Operation Blå Storm, Del 2"
13. "Ulven Kommer!!"
14. "Operation Blå Storm, Del 3"
15. "De Små Marginaler"
16. "Operation Blå Storm, Del 4"
17. "Hellere Se Dig Død" (med bonustracket "Jeg kan en sang, der kan drive dig til vanvid")